# Подзаголовок
Подзаголо́вок — это заголовок, который используется в качестве подраздела более общей темы или статьи.
Он помогает организовать информацию и предоставляет читателям более детальное представление о содержании раздела или подраздела, на которые ссылается главный заголовок. Подзаголовок помогает читателям лучше ориентироваться в тексте и быстрее находить нужную информацию. В печати подзаголовки часто появляются под заголовком менее заметным шрифтом или следуют за заголовком после двоеточия. Он также может служить указателем на содержание в разделе или подразделе и помогает структурировать информацию таким образом, чтобы она была легко доступной для чтения и понимания.
Примеры в книгах и других произведениях, например Мэри Шелли дала своему самому известному роману название «Франкенштейн, или Современный Прометей» (англ. Frankenstein: or, The Modern Prometheus); используя подзаголовок «Современный Прометей», она ссылается на греческого титана как намёк на тему романа.
В английском языке подзаголовки (subtitles) традиционно обозначались и отделялись от названия фильма связкой or, возможно, намекая на их функцию как альтернативного названия. В более современном варианте подзаголовок просто отделяется пунктуацией, что делает его скорее продолжением или подэлементом самого названия.
В библиотечной каталогизации и библиографии подзаголовок не включает альтернативное название, которое определяется как часть собственно названия: например, One Good Turn: A Natural History of the Screwdriver and the Screw подаётся как «One Good Turn (название)» и «A Natural History of the Screwdriver and the Screw (подзаголовок)», а «Двенадцатая ночь, или Что угодно» (Twelfth Night, or What You Will) Уильяма Шекспира подаётся как «Twelfth Night, or What You Will (название)».
Подзаголовки к пьесам вошли в моду в елизаветинскую эпоху; Шекспир пародировал эту тенденцию, дав своей «Двенадцатой ночи» собственный подзаголовок — намеренно неинформативный «Что угодно», подразумевая, что подзаголовок может быть таким, каким его захочет видеть публика. В печати подзаголовки часто появляются под заголовком менее заметным шрифтом или следуют за заголовком после двоеточия.
Некоторые современные издатели предпочитают забыть о подзаголовке при переиздании классических литературных произведений, например, знаменитой повести Шелли, которая сейчас часто продаётся просто как «Франкенштейн».
В политической философии, например, теоретик XVI века Томас Гоббс назвал свой magnum opus «Левиафан, или Материя, форма и власть государства церковного и гражданского», используя подзаголовок, чтобы объяснить предмет книги.

## Происхождение слова и его применение не в литературе
Слово «подзаголовок» образовано от сочетания префикса «под-» и существительного «заголовок». Префикс «под-» в данном случае добавляет значение «ниже, второстепенное» к слову «заголовок», обозначая его подчиненность или подразделение.
Таким образом, «подзаголовок» означает заголовок, который находится ниже или второстепенен относительно главного заголовка, предоставляя более детальную информацию о теме или разделе.
В кино примеры подзаголовков с использованием союза «или» включают «Доктор Стрейнджлав, или Как я перестал бояться и полюбил бомбу» и «Бёрдмэн, или неожиданное достоинство невежества».
Подзаголовки также используются для обозначения различных частей серии, вместо или в дополнение к номеру, например: «Пираты Карибского моря: Сундук мертвеца» — вторая часть серии «Пираты карибского моря»; Mario Kart: Super Circuit и Mario Kart: Double Dash‼ — третья и четвёртая части серии Mario Kart; «Звёздный путь 2: Гнев Хана» — вторая часть серии «Звёздный путь».